# NK Posavac Ugljara
NK Posavac je bosanskohercegovački nogometni klub iz Ugljare kod Orašja. Ugašen je 2017. godine, nakon 71. godine postojanja.

## Povijest
U proljeće 1946. godine skupina nogometnih zaljubljenika, unatoč golemim ljudskim žrtvama u ratu, formirala je u Ugljari nogometni klub „Posavac“. Među osnivačima i prvim igračima bili su: Stjepan Knežević, Ivo Knežević, Janika Sarvaš, Tunjo Knežević, Blaž Živković, Anto Knežević, Marko Vincetić, Maroš Benković, Tunjo Porobić, Joso Živković, Ferika Sarvaš, Mato Sarvaš, Đuro Zlatarević, Marijan Zlatarević,  Joso Sarvaš, Marijan Baotić, Marko Baotić, Marijan Sarvaš, Mato Živković, Iljo Porobić, Ivo Zlatarević. 
Prvu loptu su nabavili u Županji, a za nju su morali dati 200 kg pšenice. Transakciju je izvršio Blaž Živković. Prvu opremu su nabavili na sličan način, a jednu im je, uz dvije lopte, poklonio „Željezničar“ prilikom boravka u Orašju 1947. godine.
Igralište su dobili 1950. godine, a u tome im je mnogo pomogao i tadašnji učitelj u selu. Narednih godina došlo je do smjene generacije, ali i do prvih većih uspjeha.
1950-tih momčad iz Ugljare branit će generacija u kojoj su, između ostalih igrali: Ilija Knežević, Marko Knežević, Anto Benković, Mirko Knežević, Tado Vincetić, Stjepan Porobić, Tado Sarvaš, Pero Živković, Đuro Sarvaš, Đuro Benković, Ilija Benković, Ilija Porobić, Marijan Živković, Grga Porobić, Ivo Benković, Pejo Knežević, Ivo Cuculić, Iljo Benković, Marijan Porobić, Ilija Benković i dr.
Godine 1952. momčad „Posavca“ iz Ugljare osvojila je prvo mjesto u Međuopćinskoj ligi (Orašje, Bosanski Šamac, Gradačac) i plasirala se u viši rang natjecanja – Tuzlansku „B“ zonu. Našli su se tada Ugljarci u društvu momčadi iz Gračanice, Gradačca, Odžaka, Modriče, Tešnja, Teslića i Sijekovca.
Vraćanjem u niži rang igrači „Posavca“ natjecali su se u društvu momčadi iz Rahića, Brezovog Polja, Ugljevika, Lopara, Janje i Brčkog. Bila je to Brčanska podsavezna liga, koja se često djelila u dvije skupine.
Od značajnih uspjeha momčadi iz Ugljare vrijedi istaknuti da je „Posavac“ igrao u prvom finalu Kupa Zadrugara, 1962. godine.
Najveći uspjeh Posavca je osvajanje kupa Zadrugara 1982. godine, gdje su na domaćem terenu pobijedili Bosnu iz Ostojićeva s rezultatom 2:1.
Godine 1996. Posavac ispada u polufinalu doigravanja za prvaka Herceg-Bosne, nakon kojeg je svoje mjesto ustupio novoosnovanom klubu HNK Orašju. Posavac svoj put nastavlja u najnižem rangu, županijskoj ligi. 
Klub iz Ugljare 2004. osvaja titulu prvaka 1. županijske lige, tako su zauzeli mjesto koje je vodilo u Drugu liga FBiH – Sjever. Nisu se dugo zadržali u višem rangu te su ispali u prvu županijsku ligu.
U sezoni 2016./17. igrali su u 2. županijskoj ligi PŽ nakon čega su napravili stanku u seniorskim natjecanjima.

## Vanjske poveznice
- Posavinasport  Arhivirana inačica izvorne stranice od 19. siječnja 2018. (Wayback Machine)
- Tolisa.info 1. Županijska liga Posavine 2008/2009 - Podaci o klubu NK Posavac (Ugljara)